# Front pour l'alternance et la concorde au Tchad
Le Front pour l'alternance et la concorde au Tchad (FACT) est un groupe politico-militaire tchadien à dominante nordiste créé en avril 2016 par Mahamat Mahdi Ali à Tanoua (extrême-nord du Tchad), lors d'une scission de l’Union des forces pour la démocratie et le développement (UFDD) de Mahamat Nouri, opposé au président tchadien Idriss Déby et basé en Libye, dans le Fezzan.

## Création
La présence de groupes rebelles tchadiens en Libye, notamment de l'UFDD, remonte à la fin 2014. Ceux-ci profitent alors de la guerre civile en Libye pour établir leurs bases arrières dans le Fezzan. Ils auraient reçu l'autorisation de la Troisième force, une puissante brigade originaire de Misrata déployée dans le Sud libyen, de s'établir à Sebha, principale ville du Fezzan, à condition de ne pas mener d'actions contre le régime tchadien.
Le FACT est fondé en 2016, à partir d'une scission de l'UFDD, qui était alors le principal groupe rebelle tchadien. Peu après, le FACT est cependant à son tour ébranlé par une scission qui voit la naissance du Conseil de commandement militaire pour le salut de la République (CCMSR).
La poursuite et l'extension du conflit en Libye aboutit au recrutement du FACT par les forces alliées à Misrata, dont la création en opérant une scission de l'UFDD pourrait d'ailleurs avoir été encouragée par la Troisième Force elle-même.

## Effectifs et localisation
Les effectifs du groupe tchadien oscillent, selon les sources, entre 700 et 1 500 combattants,. Le FACT recrute essentiellement chez les Goranes (clans Kecherda et Kreda).
Le mouvement posséderait une base au Tchad, à Tanoua, et trois en Libye (Jebel Saouda, près de la frontière tchadienne, Al Djoufrah et Doulaki près de Sebha).

## Histoire
Le FACT connaît une scission en juillet 2016 qui donnera naissance au Conseil de commandement militaire pour le salut de la République (CCMSR),, menée par l'ancien porte-parole de l'UFDD Mahamat Hassan Boulmaye. Les combattants Kredas suivent Boulmaye au CCMSR.

### Aux côtés de Misrata
Le FACT s'engage aux côtés des forces de Misrata, à la fois contre l'État islamique et l'ANL du général Haftar. En conséquence, plusieurs de leurs bases en Libye sont bombardées par l'ANL (Doulaki le 14 avril 2016, Jebel Saouda en décembre 2016, Al Djoufrah en décembre 2016).
Le 18 janvier 2017, le gouvernement français décide de geler les avoirs de son chef Mahamat Mahdi Ali au titre de l’article L562-1 du code monétaire et financier qui prévoit « le gel de tout ou partie des fonds, instruments financiers et ressources économiques […] qui appartiennent à des personnes physiques ou morales qui commettent, ou tentent de commettre, des actes de terrorisme ».
Le FACT prête main-forte en mars 2017 aux Brigades de défense de Benghazi, un groupe anti-Haftar proche de Misrata, pour attaquer les terminaux pétroliers à Ras Lanuf et Sidra tenus par l'ANL.
En 2017, avec peut-être 1000 combattants et 200 véhicules, le FACT est considéré comme la principale force d'opposition armée tchadienne.

### Ralliement au maréchal Haftar
Au printemps 2017, la Troisième Force, sous la pression militaire de l'Armée nationale libyenne (ANL), est contrainte de se retirer progressivement du Fezzan. Dès lors, le FACT se rapproche du maréchal Haftar et conclut un pacte tacite de non-agression avant d'être autorisé à stationner dans le district d’Al Djoufrah à condition d'y rester cantonné.
En 2019, le FACT se met au service d'Haftar pendant la bataille de Tripoli. Il établit alors ses quartiers sur la base de Brak Al-Shati, où les mercenaires russes du Groupe Wagner sont également présents. Le FACT reçoit alors argent et armement.

### Offensive sur le Tchad
Après des frictions avec la brigade 128 de l'Armée nationale libyenne, qui aurait cherché à enrôler les rebelles tchadiens, le FACT aurait quitté Brak Al-Shati au début de l'année 2021 pour s'établir plus au sud, à Oumm al-Aranib et Waw al-Kabir, hors de la zone de contrôle de Haftar.
Le 11 avril 2021, le FACT lance une offensive au Tchad.
Le 20 avril, le président du Tchad Idriss Déby Itno meurt à la suite des blessures subies lors de combats opposant l'armée régulière au FACT.
Après la mort d'Idriss Déby, son fils Mahamat Idriss Déby prend le pouvoir par un coup d'État en 2021. Il organise un « dialogue national inclusif souverain » (DNIS) qui vise à rassembler tous les groupes politiques et militaires tchadiens opposés à la junte et à amener la paix et la démocratie dans le pays. Après des négociations, le FACT, comme plusieurs autres organisations, refuse de participer à ce dialogue.
Un procès de 454 membres présumés du FACT s'ouvre en février 2023. Ils sont accusés d'avoir assassiné Idriss Déby, de terrorisme, d'enrôlement de mineurs et d'atteinte à la sécurité de l’État. Le procès devant la cour criminelle de la cour d'appel de N'Djaména se déroule à la maison d'arrêt de Klessoum. Ces personnes ont été arrêtées lors de l'offensive de 2021. Les avocats des accusés n'ont eu accès aux dossiers que l'avant-veille de la première audience,. Le 21 mars, le procès aboutit à la condamnation à vie de 430 accusés. Ils sont aussi condamnés à payer 20 milliards de francs CFA de dédommagement à l'État et un milliard de francs CFA aux héritiers d'Idriss Déby. Mahamat Mahdi Ali est condamné à perpétuité par contumace tandis que 24 accusés sont acquittés. Le 25 mars, le chef de la junte, Mahamat Idriss Déby, gracie 380 des 430 condamnés. Mahamat Mahdi Ali ne bénéficie pas de cette grâce.